# USS New Ironsides
USS New Ironsides – fregata pancerna marynarki amerykańskiej (Unii) z okresu wojny secesyjnej. Stanowiła jeden z pierwszych amerykańskich okrętów pancernych i zarazem jedyny amerykański pełnomorski pancernik tego okresu. Okręt wszedł do służby w 1862 roku i uczestniczył w działaniach bojowych wojny od 1863 roku, używany głównie do ostrzeliwania brzegów. Odznaczył się w blokadzie Charlestonu i atakach na Fort Fisher koło Wilmington. Po wycofaniu ze służby w 1865 roku, został zniszczony przez pożar w roku następnym.

## Historia
Po rozpoczęciu wojny secesyjnej marynarka Unii dostrzegła potrzebę budowy będących wówczas nowością na świecie okrętów pancernych (określanych wówczas terminem ironclad). Dopiero jednak po podjęciu przez konfederatów latem 1861 roku przebudowy fregaty „Merrimack” na okręt pancerny CSS „Virginia”, sekretarz do spraw marynarki Gideon Welles zdołał przekonać do tej idei Kongres Unii, który 3 sierpnia 1861 roku powołał komitet do spraw budowy okrętów pancernych i przeznaczył na ten cel kwotę półtora miliona dolarów. 7 sierpnia 1861 roku departament marynarki ogłosił odpowiedni konkurs, zakreślając jedynie ogólne charakterystyki, w tym zanurzenie nie większe niż 16 stóp (4,9 m). Komisja wybrała już 16 września 1861 roku spośród 17 zgłoszonych propozycji trzy projekty, co doprowadziło do zamówienia pierwszych morskich okrętów pancernych Unii: „New Ironsides”, „Galena” i „Monitor”, zbudowanych według różnych koncepcji (ortodoksyjnej konstrukcji fregaty pancernej, kanonierki pancernej i awangardowego okrętu wieżowego).
Projekt konwencjonalnej fregaty pancernej „New Ironsides” został zaproponowany przez zakłady Merrick z Filadelfii, zajmujące się budową maszyn okrętowych, które zleciły budowę kadłuba stoczni William Cramp & Sons w Filadelfii. Projektantem był Barnabas Bartol z zakładów Merrick. Kontrakt podpisano 15 października 1861 roku. Kadłub wodowano 10 maja 1862 roku, okręt przekazano marynarce 10 sierpnia i wcielono do służby 21 sierpnia 1862 roku. Nazwa „New Ironsides” (dosłownie: nowa żelaznoboka) nawiązywała do fregaty USS „Constitution”, nazywanej Old Ironsides. Początkowo okręt był nazwany po prostu „Ironsides”, lecz wkrótce ustaliła się jego ostateczna nazwa z przedrostkiem „New”.

## Opis
Okręt był konstrukcji drewnianej, z opancerzeniem z płyt żelaznych na części kadłuba. Ogólnie koncepcja wzorowana była na pierwszej francuskiej fregacie pancernej „Gloire”. Kadłub był płaskodenny, o dużej szerokości i pełnych liniach (stosunek długości do szerokości 4:1), w celu utrzymania ograniczonego zanurzenia. Długość wynosiła 70,7 m (232 stopy) między pionami, a największa szerokość 17,5 m. Burty w rejonie linii wodnej były pionowe (na wysokość 8 stóp – 2,44 m), a wyżej były pochylone silnie do wewnątrz kadłuba. Wyporność projektowa wynosiła 4015 ton, lecz faktycznie po zbudowaniu uległa zwiększeniu aż do 4510 ton, głównie z powodu wzmocnienia uzbrojenia. Wadą było mimo to, że okręt był dość ciasny i oferował mało wygody dla bytowania załogi i obsługi dział, zwłaszcza, że na skutek wprowadzonych zmian liczba załogi wzrosła ze 165 do 449 (wygoda oceniana była jedynie jako niewiele lepsza, niż na monitorach).

### Opancerzenie
Główny pas pancerny chronił tylko baterię burtową, rozciągając się na długości około 53,3 m (175 stóp). Składał się z płyt żelaznych grubości 114 mm (4½ cala) i wysokości 4,57 m (15 stóp). Poniżej baterii rozciągał się dolny pas, na całej długości kadłuba, z płyt 3-calowych (76 mm). Płyty pancerne były przyśrubowane do dębowych burt grubości od 15 do 17 cali (od 38 do 43 cm). Ambrazury dział zamykane były pancernymi dwudzielnymi rozchylanymi wahadłowo osłonami żelaznymi grubości 4 cali (102 mm). 
Cytadelę głównej baterii zamykały od przodu i tyłu poprzeczne grodzie grubości 63,5 mm żelaza na 30,5-cm dębowym podkładzie, dodane do projektu już w trakcie budowy. Cylindryczna wieża dowodzenia, umieszczona na pokładzie za kominem, o średnicy ok. 1,5 m, była również opancerzona, o łącznej grubości warstwowej osłony 254 mm (11 cali). Osłonę uzupełniał lekki pancerz żelazny grubości 25,4 mm pokrywający górny pokład (spardek). Całkowita masa pancerza wynosiła ok. 900 ton. 

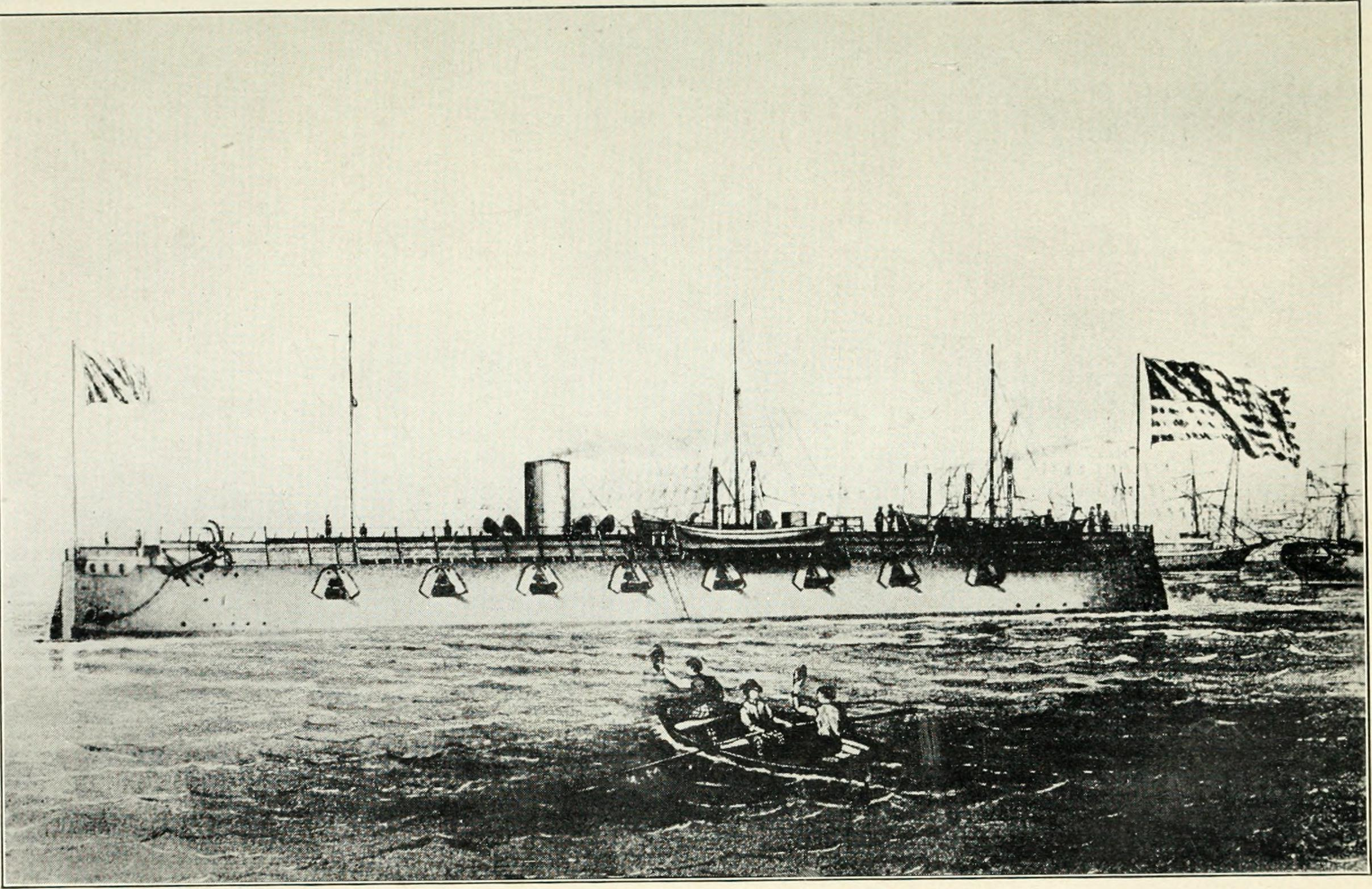
Grafika przedstawiająca „New Ironsides” w konfiguracji bojowej

### Uzbrojenie
Według projektu uzbrojenie miało stanowić 16 dział 9-calowych (203 mm) Dahlgrena, lecz jeszcze podczas budowy w kwietniu 1862 roku, bazując na doświadczeniach z bitwy w zatoce Hampton Roads, postanowiono maksymalnie wzmocnić kaliber dział. W efekcie, uzbrojenie stanowiło 14 odprzodowych gładkolufowych dział 11-calowych (279 mm) Dahlgrena i dwa odprzodowe działa gwintowane 150-funtowe (8 cali) Parrota, rozmieszczone w bateriach burtowych. Działa Dahlgrena strzelały pełnymi kulami o masie 77 kg (170 funtów) lub granatami o masie 62 kg (według innych danych, kulami 165-funtowymi). Działa były umieszczone na lawetach zamocowanych obrotowo przy burcie, co pozwalało na zwiększenie kąta ostrzału, lecz jedynie w niewielkim zakresie; podobnie niewielkie było podniesienie luf (ok. 4−4,5°). Waga salwy burtowej podawana jest jako 975 funtów (442 kg), jednakże z obliczeń wynika, że powinna być większa.
Według części publikacji, uzbrojenie uzupełniały ponadto dwa 5,1-calowe (50-funtowe) odprzodowe działa gwintowane Dahlgrena na pokładzie górnym, zastąpione w 1864 roku przez 5,3-calowe (60-funtowe) działa gwintowane Parrota. Część publikacji podaje również jako uzbrojenie dwa lekkie działa: gwintowane 3,4-calowe i gładkolufowe 12-funtowe. Dodatkowe uzbrojenie stanowił taran na dziobie, o długości 6 stóp (1,8 m), aczkolwiek jego ewentualna użyteczność była nikła z uwagi na niską prędkość i manewrowość okrętu.

### Napęd
Napęd stanowiła dwucylindrowa maszyna parowa, o średnicy cylindrów 127 cm (50 cali) i skoku tłoka 76,2 cm (30 cali). Maszyna była pozioma, podwójnego rozprężania, o mocy indykowanej 700 KM. Korbowody napędzały bezpośrednio wał pojedynczej czterołopatowej śruby o średnicy 4 m (13 stóp). Parę dostarczały cztery kotły typu płomieniówkowego (lokomotywowego), ponadto okręt miał kocioł pomocniczy. Pojedynczy ster był dwuczęściowy (jego skrajna część wychylała się bardziej), lecz mimo to okręt był słabo sterowny, zwłaszcza w trudnych warunkach żeglugowych, a przy większej prędkości miał tendencje do odchylania się na prawo. Nie osiągnął też projektowej prędkości 9,5 węzła, a jedynie maksymalnie 6,5 węzła pod parą i żaglami, co było efektem pękatego kadłuba na rufie oraz zbyt małej średnicy śruby. Zapas paliwa wynosił 350 ton węgla.
Napęd pomocniczy stanowiło ożaglowanie typu bark, przewidziane tylko do użytku podczas rejsów dla oszczędzania paliwa, zwiększenia autonomiczności i jako środek wspomagający maszyny. Ożaglowanie było mało rozbudowane, a przed akcjami bojowymi maszty były demontowane i zastępowane przez proste maszty palowe dla sygnalizacji (w ten sposób „New Ironsides” wyglądał przez większą część służby).

### Ocena

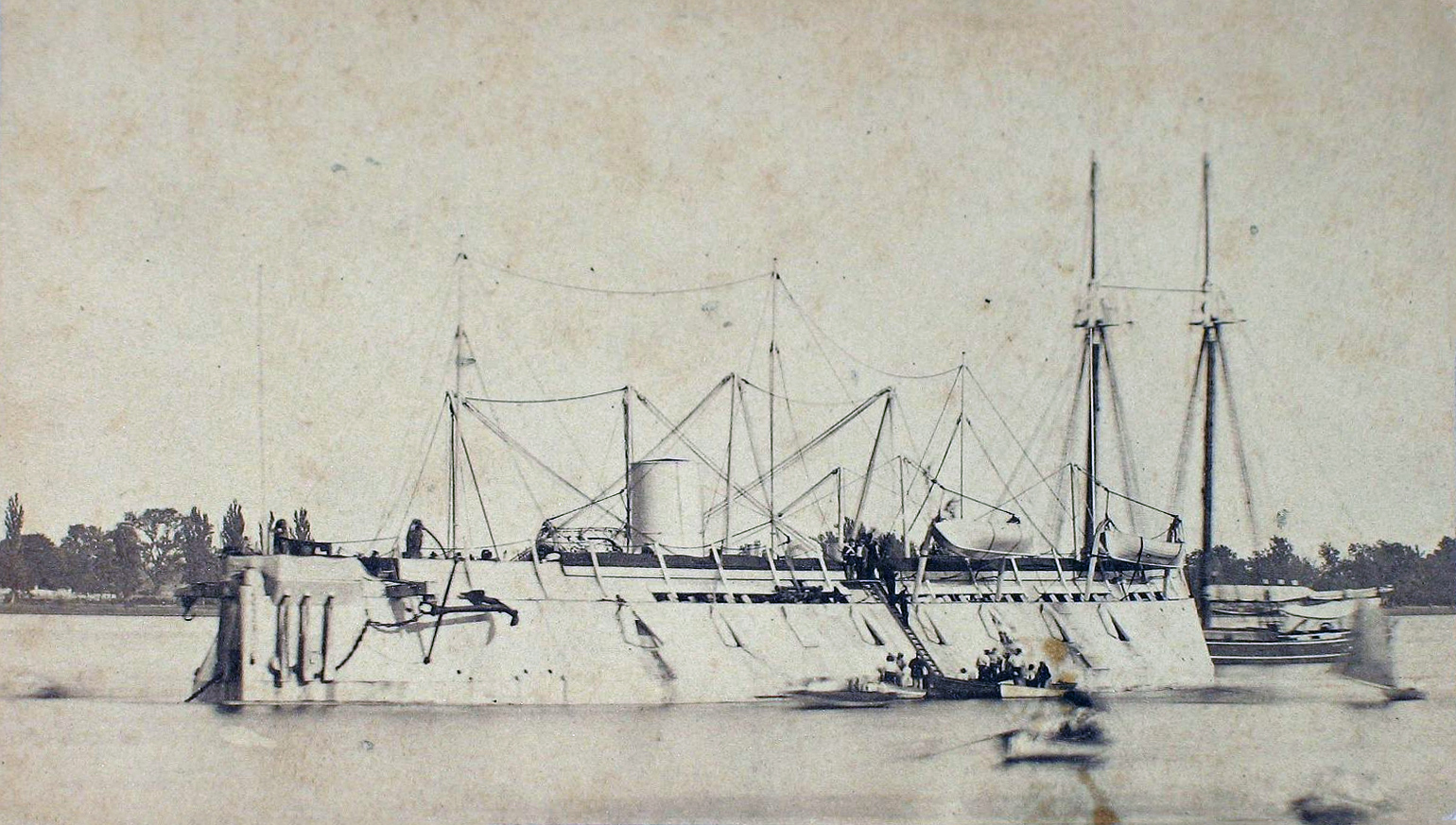
Zdjęcie w konfiguracji bojowej, z usuniętym omasztowaniem i skróconym kominem

Pomimo słabych własności żeglugowych w postaci prędkości i manewrowości, „New Ironsides” okazał się bardzo dobrą jednostką do ostrzeliwania brzegów, w roli zakotwiczonej baterii. Przez niektórych autorów uważany jest wręcz za najlepszy z amerykańskich wczesnych okrętów pancernych, aczkolwiek przyćmiony sławą monitorów. Na późniejszych typach monitorów stosowano wprawdzie cięższe działa 15-calowe, lecz z uwagi na liczbę dział „New Ironsides” oferował znacznie większą szybkostrzelność i gęstość ognia, przy tym zastosowane na nim działa były nadal jednymi z najcięższych używanych w tym okresie. Pomimo że prezentował sobą większy cel, niż monitory, odporność opancerzenia okazała się bardzo wysoka i jego kazamata nie została nigdy przebita w akcji. W przeciwieństwie do monitorów, trafienia nie powodowały także zranień przez wybijane wewnątrz nity. Krytykowano jedynie niższą odporność pancerza przeciwko ostrzałowi wzdłuż jednostki oraz przeciwko pociskom spadającym z góry, lecz w praktyce nie okazało się to mieć znaczenia. Podczas akcji pod Charlestonem kładziono dodatkowo na pokładzie worki z piaskiem, w celu zmniejszenia ryzyka ze strony padających stromo pocisków. Ujemną cechą w kontekście zastosowania jednostki okazało się spore zanurzenie (chociaż mieszczące się w pierwotnej specyfikacji), utrudniające podchodzenie blisko brzegu, szczególnie w połączeniu z niewielkim zakresem kątów podniesienia dział, ograniczającym ich donośność. Wynikało to z tego, że „New Ironsides” nie był okrętem ściśle przybrzeżnym i miałby przewagę nad monitorami w razie starć z okrętami wroga na otwartym morzu, do których mimo to nie dochodziło podczas wojny domowej. Ustępując znacznie europejskim pancernikom, jak „Gloire” i HMS „Warrior” w prędkości, miał od nich lepsze uzbrojenie, przy porównywalnym pancerzu. Na skutek wrażenia wywołanego bitwą na Hampton Roads, górę w marynarce Unii wzięli jednak zwolennicy monitorów i „New Ironsides” pozostał jedyną amerykańską fregatą pancerną.

## Służba

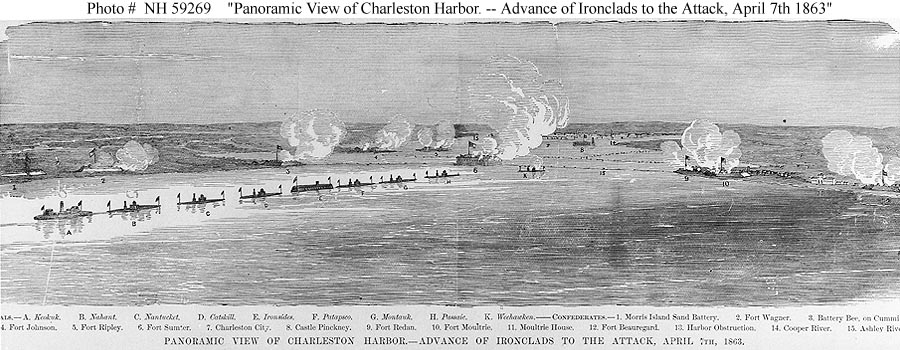
Wizja artystyczna ataku na Charleston – w środku linii „New Ironsides” (E), po lewej Fort Wagner (2), po prawej Fort Moultrie (10)

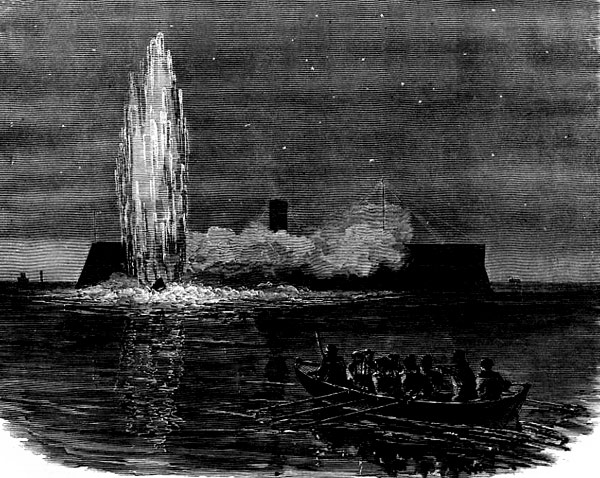
Grafika przedstawiająca atak CSS „David”

„New Ironsides” został początkowo 17 stycznia 1863 roku skierowany do Południowoatlantyckiej Eskadry Blokady pod Charleston. Pierwszym dowódcą był komandor (Captain) Thomas Turner. Brał udział w pierwszym nieudanym ataku marynarki Unii na umocnienia Charleston 7 kwietnia 1863 roku, jako okręt flagowy dowodzącego atakiem kontradmirała Du Ponta. Zajmował początkowo piąte miejsce w linii okrętów pancernych Unii. Na skutek większego zanurzenia, „New Ironsides” nie mógł jednak podejść bliżej fortów leżących w głębi zatoki i pozostał u wejścia do kanału portowego, na wysokości Fortu Wagner na wyspie Morris. Z powodu silnego prądu w płytkim torze wodnym, miał trudności z manewrowaniem, i omijające go monitory „Catskill” i „Nantucket” zderzyły się z okrętem flagowym, ale bez poważniejszych następstw. „New Ironsides” groziło poważne niebezpieczeństwo ze strony odpalanej elektrycznie miny zawierającej ok. 900 kg prochu, nad którą zakotwiczył, jednakże jej przewód odpalający został uszkodzony i ładunek nie eksplodował. Sam ostrzeliwał jedynie Fort Moultrie, wystrzeliwując tylko 14 pocisków z lewej burty, a nadto jeden strzał oddał do baterii Wagner. W toku wymiany ognia został trafiony około 50 razy, bez poważniejszych uszkodzeń (w przeciwieństwie do innych okrętów Unii biorących udział w ataku, z których zatopiony został USS „Keokuk”). Według innych publikacji, otrzymał ponad 60 trafień. Po odwrocie sił Unii, „New Ironsides” został pozostawiony pod Charlestonem jako jedyny okręt pancerny w siłach blokady. 29 czerwca 1863 r. dowódcą został komodor Stephen Rowan.
Ponownie akcję przeciw Charlestonowi podjęto w lipcu i tym razem ostrzał był kontynuowany przez dalsze dwa miesiące. Na skutek ponoszonych strat, konfederaci 6 września ewakuowali Fort Wagner na wyspie Morris. 7 września 1863 roku „New Ironsides” osłaniał ogniem monitor „Weehawken”, który utknął na mieliźnie, a 8 września zajął pozycję między Fortem Moultrie a monitorem ściąganym przez holowniki z mielizny, odciągając od niego ogień. Istnieją rozbieżności w publikacjach odnośnie do chronologii tych wydarzeń, jednakże podczas całej akcji „New Ironsides” został trafiony 50–70 razy, bez strat. Żaden z pocisków nie przebił pancerza, chociaż kilka przebiło kadłub poza kazamatą. Ogółem między 18 lipca a 8 września sam wystrzelił 4439 pocisków, najwięcej 488 jednego dnia.
„New Ironsides” stał się na tyle symbolem blokady, że grupa przedsiębiorców z Charleston ufundowała nagrodę 100 000 dolarów za zbudowanie okrętu, który go zatopi. W nocy 20/21 sierpnia 1893 roku „New Ironsides” został zaatakowany przez przebudowaną kanonierkę CSS „Torch” uzbrojoną w minę wytykową, lecz nie trafiła ona w dziób okrętu, zaplątując się za to w jego łańcuch kotwiczny. Pomimo problemu z maszyną parową i ostrzału muszkietowego z pokładu „New Ironsides”, konfederacki okręt zdołał odpłynąć. 5 października 1863 roku w nocy „New Ironsides” został ponownie zaatakowany miną wytykową przez konfederacki kuter CSS „David”, lecz wybuch miny przy burcie spowodował tylko lekki przeciek i okręt pozostał w składzie sił blokady aż do maja 1864 roku, kiedy został skierowany na remont do Filadelfii. (według innych publikacji, został wyremontowany wkrótce po ataku; bez bliższych szczegółów kiedy). Podczas ataku „Davida”, jeden oficer „New Ironsides” został śmiertelnie raniony strzałem z dubeltówki dowódcy kutra Willama Glassella, a jeden członek załogi złamał nogę od wstrząsu. Poza tym, żaden członek załogi nie zginął na pokładzie „New Ironsides” w trakcie działań bojowych.
Po remoncie „New Ironsides” powrócił do służby 27 sierpnia 1864 roku, pod dowództwem komodora Williama Radforda. Został przydzielony do Północnoatlantyckiej Eskadry Blokady. Uczestniczył w dwóch atakach na Fort Fisher koło Wilmington 24 grudnia 1864 roku i 13 stycznia 1865 roku, umożliwiając sukces wojsk lądowych podczas drugiego ataku. 14 stycznia wraz z czterema monitorami bombardował fort przez cały dzień i kontynuował ostrzał następnego dnia. Okręt został za te działania i celność ognia pochwalony przez adm. Portera. Po upadku fortu, wspierał działania armii gen. Granta przeciw Richmond na zatoce Hampton Roads i rzece James. Został wycofany ze służby pod koniec wojny, 6 kwietnia 1865 roku. Odstawiony okręt został zniszczony w Filadelfii na skutek pożaru 16 grudnia 1866 roku (przyczyną był pozostawiony bez nadzoru improwizowany piecyk węglowy). 
Panuje opinia, że „New Ironsides” uczestniczył w akcji przez najwięcej dni ze wszystkich okrętów Unii podczas wojny secesyjnej, oraz wystrzelił najwięcej amunicji.